# Vescovi, arcivescovi e metropoliti di Novgorod

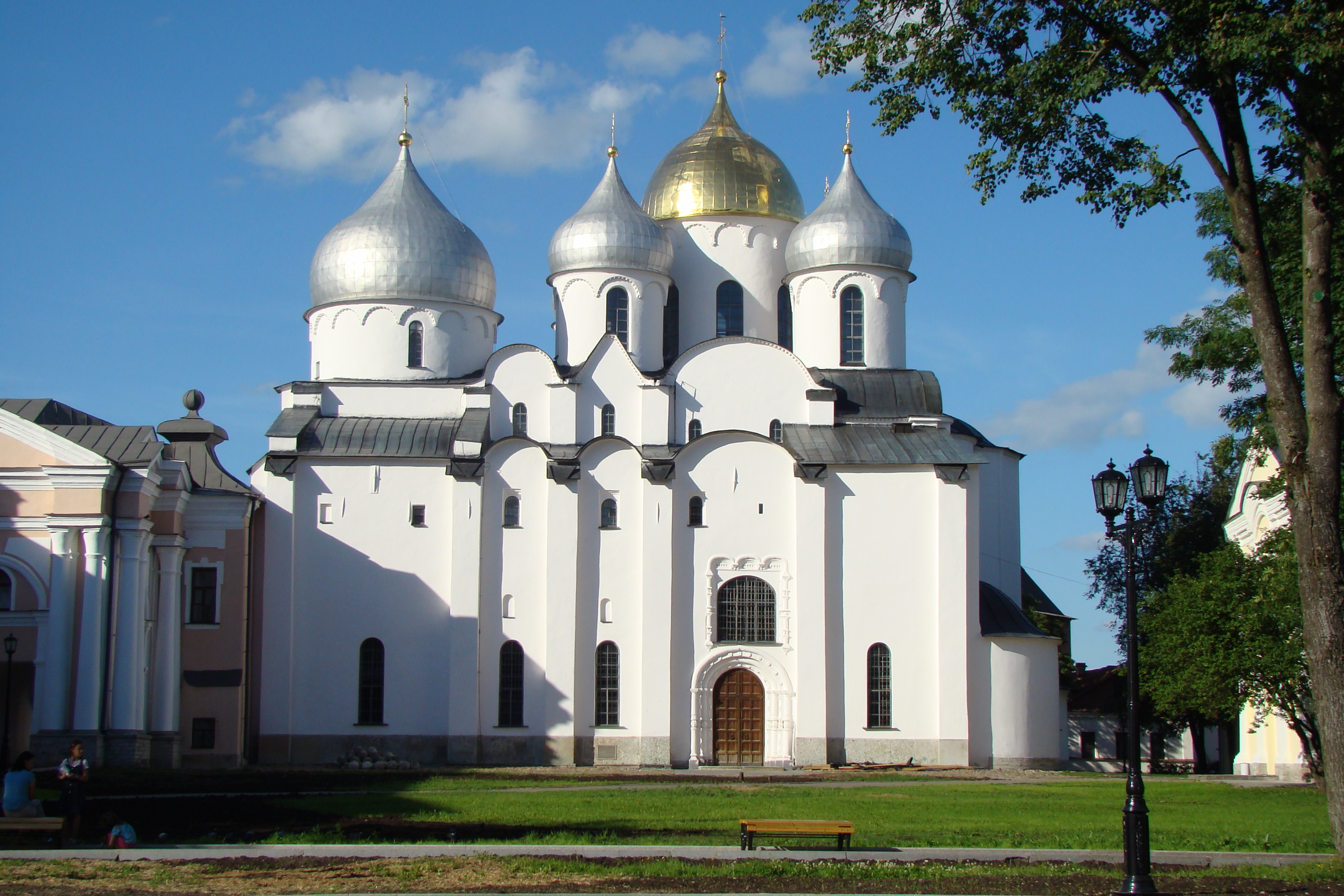
Santa Sofia, chiesa cattedrale dell'arcivescovo di Novgorod la Grande e chiesa madre dell'eparchia.

La lista comprende i capi (vescovi, arcivescovi e metropoliti) dell'eparchia di Novgorod che, nel corso dei secoli, ha più volte cambiato denominazione ed estensione territoriale.

## Vescovi di Novgorod (989-1165)
- Gioacchino I (989-1030)
- Efrem (1030-1035), mai consacrato
- Luka (1035-1060)
- Stefano I (1060-1068)
- Teodoro (1069-1078)
- Germano (1078-1095)
- Nikita (1096-1108)
- Giovanni I (1110-1130)
- Nifonte (1130-1156), in esilio dopo il 1135
- Arcadio (1156-1163)
- Giovanni II (1163-1165), elevato ad arcivescovo

## Arcivescovi di Novgorod la Grande e Pskov (1165-1577)
- Giovanni II (1165-1186)
- Gregorio (1186-1193)
- Martirio (1193-1199), solo vescovo
- Mitrofane (1199-1211 e 1219-1223)
- Antonio (1211-1219, 1225-1228 e 1228-1229)
- Аrsenio I (1223-1225 e 1228)
- Spiridone (1229-1249)
- Dalmazio (1250-1274)
- Clemente (1274-1299)
- Feoktist (1299-1308)
- Davide (1309—1325)
- Mosè (1325—1331 e 1352—1359)
- Basilio (1331—1352)
- Alessio (1359—1388)
- Giovanni III (1388—1415)
- Simeone (1416—1421)
- Teodosio I (1421—1423)
- Evfimij I (1423—1429)
- Evfimij II (1429—1458)
- Iona (1458—1470)
- Teofilo (1470—1482)
- Sergio (1483—1484)
- Gennadio (1484—1504)
- Serapione I (1506—1509)
- soglio vacante (1509-1526)
- Macario I (1526—1542)
- Teodosio II (1542—1550)
- Serapione II (1551—1552)
- Pimen (1552—1571)
- Leonida (1571—1575)

## Metropoliti di Novgorod la Grande e Pskov (1577-1721)
- Alessandro (1576-1591)
- Barlaam (1592-1601)
- Isidoro (1603-1619)
- Macario II (1619-1626)
- Cipriano (1626-1634)
- Athos (1635-1649)
- Nikon (1649-1652)
- Macario III (1652-1662)
- Pitirim (1664-1672)
- Gioacchino II (1672-1674)
- Cornelio (1674-1695)
- Evfimij III (1695-1696)
- Iob (1697-1716)
- soglio vacante (1716-1721)

## Arcivescovi di Novgorod la Grande (1721-1775)
- Teodosio III  (31 dicembre 1720 - 12 maggio 1725)
- Teofane (25 giugno 1725 - 8 settembre 1736)
  - Sede vacante (1736-1740)
- Ambrosio (29 maggio 1740- 17 maggio 1745)
- Stefano II (18 agosto 1745 - 16 settembre 1753)
  - Sede vacante (1753-1757)
- Demetrio (22 ottobre 1757 - 14 dicembre 1767)
  - Sede vacante (1767-1775)

## Metropoliti di San Pietroburgo e Novgorod (1775-1799)
- Gabriele (1775—1799)

## Metropoliti di Novgorod, San Pietroburgo, Estonia e Vyborg (1799-1803)
- Ambrosio (1799-1803)

## Metropoliti di Novgorod, San Pietroburgo, Estonia e Finlandia (1803-1865)
- Ambrosio (1803-1818)
- Michele (1818-1821)
- Serafino (1821-1843)
- Antonio (1843-1848)
- Nikanor (1848-1856)
- Gregorio (1856-1860)
- Isidoro (1860-1892)

## Arcivescovi di Novgorod (1892-1943)
- Teognoste (1892-1900)
- Gurij (1900-1910)
- Arsenio II (1910-1933), con Giuseppe (1920-1925) come amministratore
- Alessio (1933), per tre mesi
- Benedetto (1933-1936)
- Sergio (1936-1937), amministratore
- Nicola (1937-1940), amministratore
- soglio vacante (1940-1943)

## Metropoliti di Leningrado e Novgorod (1943-1956)
- Alessio I (1943-1945)
- Gregorio (1945-1955)
- Eleuterio (1955-1956)

## Vescovi di Novgorod e Staraja Russa (1956-1967)
- Sergio (1956-1967)

## Metropoliti di Leningrado e Novgorod (1967-1990)
- Nicodemo (1967-1978)
- Antonio (1978-1986)
- Alessio II (1986-1990)

## Arcivescovi di Novgorod la Grande e Staraja Russa (dal 1990 ad oggi)
- Leone (1990- )